# Wyndham Lewis
Percy Wyndham Lewis (Amherst, 18 novembre 1882 – Londra, 7 marzo 1957) è stato un pittore e scrittore britannico, cofondatore del movimento vorticista. Viene ricordato per i suoi dipinti a soggetto bellico e per il suo stile feroce e disumanizzante.

## Biografia
È opinione comune che Lewis sia nato su una nave al largo della regione canadese della Nuova Scozia da madre inglese e padre americano. Educato in Inghilterra presso la Rugby School e la Slade School of Art di Londra, passò il primo decennio del nuovo secolo in viaggio attraverso l'Europa e nelle scuole d'arte di Parigi. Dopo aver trasferito quasi definitivamente la sua residenza in Inghilterra nel 1908, l'anno successivo pubblicò il suo primo pezzo, una raccolta di appunti dai suoi viaggi, nell'English Review di Ford Madox Ford. Fu membro fondatore del Camden Town Group nel 1911 e nel 1912 espose le sue illustrazioni a Timon of Athens, a metà tra il cubismo e il futurismo, oltre a tre dipinti ad olio alla seconda esposizione post-impressionista. La sua attività lo portò ad avere maggiori contatti con il Bloomsbury Group, che già frequentava, e in particolare con Roger Fry e Clive Bell, ma la loro amicizia non durò molto.
Tra il 1913 e il 1915, Wyndham Lewis trovò il proprio stile pittorico congeniale in una forma particolare che il suo amico Ezra Pound avrebbe poi etichettato vorticismo. Lewis trovava attraente la pittura cubista, ma la trovava "morta" rispetto a quella futurista che invece mancava di strutturazione. Il vorticismo nasceva quindi con l'ambizioso scopo di unire i pregi di entrambe le correnti in un movimento nuovo, fondato su una violenta critica alla modernità: nel 1914 e l'anno successivo, Lewis diede alle stampe anche una rivista vorticista dal titolo BLAST. Nelle sue prime opere, particolarissime scene di vita nella campagna britannica con danzatori (1910-12), Lewis potrebbe essere stato influenzato dal filosofo Henri Bergson, che teneva seminari a Parigi proprio durante la permanenza dell'artista. Nonostante sia poi stato fortemente criticato da Bergson, in una lettera a Theodore Weiss (19 aprile 1949) ammise di aver iniziato proprio dal suo pensiero. Dopo una breve attività presso l'Omega Workshops, Lewis ebbe dei diverbi con il fondatore Roger Fry e abbandonò l'atelier con numerosi altri artisti: insieme a loro fondò uno studio concorrente chiamato The Rebel Art Centre.
Dopo l'unica esposizione del vorticismo nel 1915, il movimento si sciolse anche a causa della prima guerra mondiale: Lewis fu trasferito al fronte occidentale e servì come luogotenente d'artiglieria. Dopo la Battaglia di Passchendaele (1917), venne dichiarato artista ufficiale di guerra dal Canada e dalla Gran Bretagna per i suoi meriti, iniziando le sue mansioni a dicembre dello stesso anno. Per il Canada dipinse A Canadian Gun-Pit (1918, ora alla National Gallery of Canada di Ottawa), tratto da alcuni schizzi presi a Vimy. Per la Gran Bretagna dipinse la sua opera più nota, A Battery Shelled (1919, Imperial War Museum di Londra), basato sulla sua esperienza personale a Passchendaele. Lewis espose i suoi schizzi di guerra ed alcuni dipinti nel 1918, in occasione dell'esposizione 'Guns'. Il suo primo racconto dal titolo Tarr, ambientato a Parigi prima della guerra, fu pubblicato in quell'anno ed è considerato uno dei testi chiave del modernismo. Lewis scrisse inoltre alcune memorie di guerra, che raccolse nel volume Blasting and Bombardiering (1937). Tra i suoi romanzi successivi ha un ruolo importante la trilogia The Human Age, ambientata nell'aldilà e composta da The Childermass (1928), Monstre Gai e Malign Fiesta (entrambi del 1955). Un quarto volume, The Trial of Man, venne iniziato nel 1957 ma lasciato incompiuto alla morte dell'autore.
Dopo la guerra, Lewis riprese l'attività di pittore partecipando alle grandi esposizioni Tyros e Portraits alla Leicester Gallery, nel 1921: in Tyros venivano esposte caricature di personaggi che stigmatizzavano la cultura post-bellica. A Reading of Ovid e Mr Wyndham Lewis as a Tyro sono gli unici dipinti ad olio rimasti di cui è certa l'appartenenza al gruppo esposto in queste occasioni. All'interno dello stesso progetto, Lewis lanciò inoltre la sua seconda rivista The Tyro, anch'essa pubblicata per due anni soltanto. Il secondo numero del 1922 conteneva un importante saggio estetico di Lewis, An Essay on the Objective of Plastic Art in our Time. Negli anni '20 riprese l'attività di scrittore e avviò un'altra rivista, The Enemy (che pubblicò tre numeri tra il 1927 e il 1929), in gran parte scritta da lui e riguardante argomenti bellici. Scrisse inoltre pezzi importanti di critica in The Art of Being Ruled (1926) e Time and Western Man (1927), un saggio culturale e filosofico che trattava anche alcuni aspetti della letteratura e del pensiero di James Joyce. Sul piano filosofico, Lewis si trovava in profondo disaccordo con Henri Bergson, Samuel Alexander, Alfred North Whitehead e altri della stessa corrente. Nel satirico The Apes of God (1930), invece, Lewis attaccava il panorama letterario londinese tra cui Osbert Sitwell e la sua famiglia: l'attacco gli valse numerosi nemici e un'insofferenza generale da parte del pubblico di Londra, che da quel momento in poi gli causò non pochi problemi. Il suo libro Hitler (1931), in cui difendeva Hitler definendolo un innocuo vegetariano i cui piani pacifici venivano minati dal comunismo, gli fece guadagnare anche l'antipatia di liberali e antifascisti, soprattutto dopo la salita al potere del dittatore nel 1933. Scrisse successivamente The Hitler Cult (1939) in cui rivedeva con veemenza le proprie posizioni, ma valse a poco. Nel 1930 Wystan Hugh Auden lo definì "quel vecchio solitario vulcano della destra". Tra il 1934 e il 1937 scrisse The Revenge for Love, ambientato durante la guerra civile spagnola e considerato il migliore dei suoi romanzi. Allo stesso periodo appartiene anche l'interessante raccolta di saggi critici Men without Art (1934) contenente uno dei primi brani su Faulkner ed il famoso saggio su Ernest Hemingway. I dipinti tra il 1930 e il 1940 furono probabilmente le sue opere migliori: si tratta principalmente di ritratto, tra cui quello a Edith Sitwell, T.S. Eliot e Ezra Pound.
Lewis passò la seconda guerra mondiale negli Stati Uniti e in Canada: appartengono a questo periodo i suoi acquerelli sul tema della creazione realizzati a Toronto. Tornò in Inghilterra nel 1945 e nel 1951 divenne completamente cieco. Nel 1950 pubblicò la sua opera autobiografica Rude Assignment e nel 1952 un'altra raccolta di saggi contenente scritti su autori come George Orwell, Jean-Paul Sartre e André Malraux intitolato The Writer and the Absolute (Lo scrittore e l'assoluto). Gli succedette il romanzo semi-autobiografico Self Condemned (1954): Lewis morì nel 1957 senza convertirsi a quel cattolicesimo cui era sempre stato interessato.
I romanzi di Lewis sono contestati soprattutto per il loro approccio satirico e ostile alle minoranze degli ebrei e degli omosessuali: la pubblicazione del saggio T.S. Eliot, Anti-Semitism, and Literary Form di Anthony Julius, nel 1995 e successivamente nel 2003, in cui l'antisemitismo di Lewis veniva descritto come "essenzialmente triviale" è stato probabilmente l'apice di questa disistima critica. La posizione dei critici moderni è invece più incline a riconoscergli diversi meriti, pur senza rinnegare completamente molti punti della condanna di Julius. I principali elementi di antisemitismo nell'opera letteraria di Lewis sono il romanzo Tarr, nella cui seconda edizione del 1928 venne aggiunto il personaggio chiave di un ebreo che causa il dissidio all'interno dei protagonisti anglosassoni, e The Apes of God del 1930, che contiene numerose figure negative di ebrei tra cui l'autore ed editore modernista Jamesjulius Ratner, in cui si riconoscono stereotipi e parodie a personaggi esistenti quali John Rodker e James Joyce.